# Bukhtar Tabuni
Bukhtar Tabuni, né en 1979 à Papani[réf. souhaitée], est un militant politique papouan, membre du mouvement séparatiste à Papouasie occidentale.

## Biographie
En 1998 il a commencé les études en ingénierie à Makassar. Après la mort de son parent, Opinus Tabuni, tué pendant le dispersement d'une manifestation paisible à Wamena, il s'engage dans le mouvement séparatiste papouan. Il a été un des fondateurs du Comité national pour la Papouasie occidentale (KNPB). Il a coorganisé les actions qui soutenaient la campagne International Parlamentarians for West Papua. Le 3 décembre 2008 il a été arrêté, puis condamné à trois ans de prison. Après la révolte dans le prison d'Abepur il a été accusé de l'avoir provoquée. 